# Diocesi di Anastasiopoli
La diocesi di Anastasiopoli (in latino Dioecesis Anastasiopolitana) è una sede soppressa e sede titolare della Chiesa cattolica.

## Storia
Anastasiopoli, identificabile con Buru-Kalesi, è un'antica sede vescovile della provincia romana di Rodope nella diocesi civile di Tracia. Faceva parte del patriarcato di Costantinopoli ed era suffraganea dell'arcidiocesi di Traianopoli.
Il Martirologio Romano ricorda al 22 aprile il vescovo Teodoro il Siceota, che morì nel 613 dopo essersi dimesso dall'incarico vescovile per ritirarsi in un monastero.
La sede appare in tutte le Notitiae Episcopatuum del patriarcato dalla metà del VII secolo fino al XII o XIII secolo. Incerta è la cronotassi per questa diocesi, a causa dell'omonimia con altre diocesi bizantine antiche. È il caso, per esempio, del vescovo Mariano, che prese parte al concilio di Costantinopoli dell'879-880 che riabilitò il patriarca Fozio di Costantinopoli, che Le Quien assegna sia alla sede di Anastasiopoli nella Galazia Prima sia a quella della provincia di Rodope.
Dal XVIII secolo Anastasiopoli è annoverata tra le sedi vescovili titolari dalla Chiesa cattolica; la sede è vacante dal 20 dicembre 1970.

## Cronotassi

### Vescovi greci
- San Teodoro il Siceota † (? - prima del 613 dimesso)
- Mariano ? † (menzionato nell'879)

### Vescovi titolari
- Antonio Baistrocchi (Maurizio di Santa Teresa), O.Carm. † (12 maggio 1708 - 15 maggio 1726 deceduto)
- Francesco Maria d'Este † (2 aprile 1781 - 26 settembre 1785 nominato vescovo di Reggio Emilia)
- Giuseppe Graziosi † (24 settembre 1792 - 1811 deceduto)
- Tadeusz Kundzicz † (10 luglio 1815 - 15 gennaio 1829 deceduto)
- Angelo-Andrea (o Angelandrea) Zottoli † (17 settembre 1838 - 1850)[2]
- Francesco Saverio Apuzzo † (19 gennaio 1854 - 23 marzo 1855 nominato arcivescovo di Sorrento)
- Juan Francisco Escalante y Moreno † (23 marzo 1855 - 2 aprile 1872 deceduto)
- Pierre-Ferdinand Vitte, S.M. † (4 aprile 1873 - 9 dicembre 1883 deceduto)
- Karl Schwarz † (27 marzo 1884 - 1891 deceduto)
- Johannes Von Euch † (15 marzo 1892 - 17 marzo 1922 deceduto)
- Teodorico de Angelis † (7 agosto 1951 - 5 maggio 1957 deceduto)
- Roberto Benardino Berríos Gaínza, O.F.M. † (23 novembre 1957 - 20 dicembre 1970 dimesso)